# Institut de technologie d'Érythrée
Pour les articles homonymes, voir EIT.
L'institut de technologie d'Érythrée (en anglais : Eritrea Institute of Technology ou EIT) est un établissement d'enseignement supérieur érythréen situé à Mai Nefhi, à 20 kilomètres au sud-ouest d'Asmara.

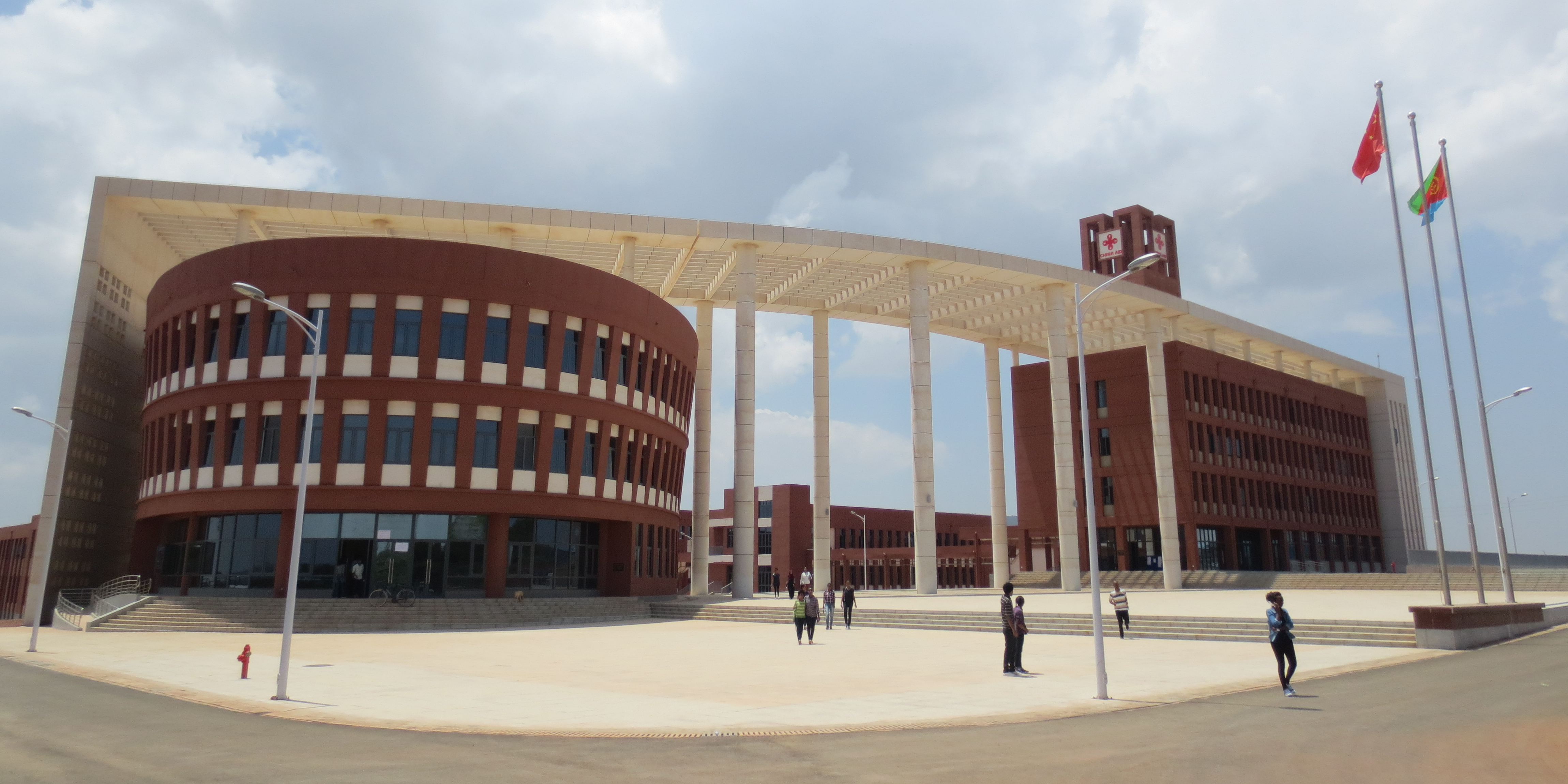
Les bâtiments nouveaux du EIT

## Historique
En août 2017, le nouveau bâtiment des sciences (Science Building) est inauguré. Sa plaque commémorative (bilingue anglais-chinois) précise que la Chine a contribué à la construction du bâtiment. Le constructeur est la China Civil Engineering Construction Corporation (CCECC). La construction, démarrée en décembre 2014, a coûté 25 millions de dollars,.
Selon un rapport 2015 du bureau européen d'appui en matière d'asile, l'éducation supérieure est très encadrée par les pouvoirs militaires dans le pays, même si les étudiants de l'EIT bénéficient d'un "régime militaire assoupli". Un témoignage de 2008 rapporte qu'un militaire utilisait la main d'œuvre étudiante pour construire sa maison dans le village voisin.

## Description
L'institut de technologie d'Érythrée comprend trois facultés : Ingénierie, science et éducation.
En 2019, 1166 sont sortis diplômés de l'EIT.